# Puccinia gladioli
Puccinia gladioli är en svampart som beskrevs av Castagne 1843. Puccinia gladioli ingår i släktet Puccinia och familjen Pucciniaceae.   Inga underarter finns listade i Catalogue of Life.